# Joan Collell i Cuatrecasas
Joan Collell i Cuatrecasas (Vic, 20 de gener de 1864 - 5 d'octubre de 1921) fou un prevere vigatà, fundador. Ha estat proclamat venerable per l'Església catòlica.

## Biografia
Va néixer a Vic el 1864, al si d'una família humil. Van influir en la seva educació els seus oncles materns, els sacerdots Vicenç i Joan Quatrecasas, i als nou anys va entrar al seminari a estudiar-hi. El 27 de desembre de 1886 va celebrar la seva primera missa i es va entregar al ministeri sacerdotal. Fou vicari a Muntanyola i director espiritual del seminari de Vic.
Durant la seva missió sacerdotal, va copsar la situació de desempara de les joves treballadores, en un moment de grans canvis socials i conflictes obrers. Per ajudar-les, va pensar d'obrir tallers on aprenguessin un ofici i rebessin educació. El 2 de febrer de 1891 inicia la Petita Obra del Sagrat Cor. Poc després, comptà amb l'ajut de dues joves: Pia Criach i Ginestós i Carme Soler i Paracolls, que iniciaren el treball el 8 de setembre de 1891: en una casa del número 129 del Carrer Nou de Vic viuen en comunitat (aviat amb dues noies més) i tenen cura de les joves que treballen a les cases de la ciutat. El 27 de desembre de 1898, ja a la nova casa de l'actual Passeig de la Generalitat, emeten els vots les nou primeres germanes, començant la Mínima Congregació de Serventes del Sagrat Cor de Jesús, conegudes com a Germanes de les Obreres.
Al començament, la congregació no és presa seriosament i passa problemes; en 1895 hi ha un intent d'unió amb la Congregació de les Trinitàries de Francisco Méndez Casariego, però no reeixí. Les fundacions s'obren a pobles, vora les fàbriques tèxtils, i les germanes atenen les joves obreres en règim d'internat, s'ocupen del menjar dels obrers i tenen guarderies per als fills, a més d'una escola nocturna per a educar les joves treballadores. Amb el temps, també obriran escoles per als seus fills.
També va fundar, seguint l'exemple claretià, la Unió Cooperativa contra la Blasfèmia i va fomentar la devoció envers el Sagrat Cor de Jesús a les llars obreres.
Morí a Vic en 1921.

## Veneració
La causa de a instància del convent de Serventes del Sagrat Cor de Vic, i la diòcesi el proclamà servent de Déu en 1984. En 1996 fou proclamat venerable. El procés de beatificació continua en marxa.